# Fronte Democratico Nazionale Anti-imperialista
Il Fronte Democratico Nazionale Anti-imperialista (FDNA) è un fronte popolare sudcoreano clandestino, che si ispira alle idee della controparte nordcoreana.
Il FDNA è guidato dall'ideologia del Juche, ufficiale in Corea del Nord, e mira a realizzare una rivoluzione di stampo comunista in Corea del Sud, a rimuovere tutte le forze armate statunitensi presenti nel paese e ad accelerare la riunificazione della penisola. Il Fronte Democratico Nazionale Anti-imperialista è organizzato esattamente come il Fronte Democratico per la Riunificazione della Patria e possiede due "sedi": una nella città di Pyongyang (ove sembrerebbe essere l'unica organizzazione sudcoreana nella capitale) e un'altra in Giappone.
Il FDNA è ufficialmente bandito in Corea del Sud in base alla legge sulla sicurezza nazionale, in quanto il movimento viene identificato come un'organizzazione di spionaggio al servizio del Partito dei Lavoratori di Corea; nonostante ciò tale associazione continua a operare clandestinamente all'interno del paese.

## Storia
Il Fronte Nazionale Democratico Anti-imperialista è stato ufficialmente fondato il 25 agosto 1969 da Kim Jong-tae e Choi Yong-do con il nome di Partito Rivoluzionario per la Riunificazione. Il gruppo è stato fondato durante la Terza Repubblica, un periodo della storia sudcoreana in cui vigeva una dittatura militare anticomunista guidata dal generale Park Chung-hee, ed entrambi i fondatori furono scoperti e giustiziati insieme ad altri leader dell'organizzazione; altri membri invece furono torturati o condannati a lunghe pene detentive.
Il 27 luglio 1985 il fronte fu ribattezzato Fronte Democratico Nazionale della Corea (in coreano: 한국민족민주전선 ) e ha adottato il suo nome attuale solo il 23 marzo 2005.